# Idiosepius picteti
Idiosepius picteti är en bläckfiskart som först beskrevs av Louis Joubin 1894.  Idiosepius picteti ingår i släktet Idiosepius och familjen Idiosepiidae. IUCN kategoriserar arten globalt som otillräckligt studerad. Inga underarter finns listade i Catalogue of Life.